# Педро Сеа
Педро Сеа (ісп. Pedro Cea, нар. 1 вересня 1900, Монтевідео — пом. 8 вересня 1970, Монтевідео) — уругвайський футболіст, що грав на позиції нападника. Входить до числа 50 найкращих футболістів Південної Америки XX століття за версією IFFHS.
Виступав, зокрема, за клуб «Насьйональ», а також національну збірну Уругваю, разом з якою став чемпіоном світу, а також дворазовим олімпійським чемпіоном та Кубка Америки. По завершенні ігрової кар'єри очолив рідну збірну і став з нею ще раз переможцем Чемпіонату Південної Америки та одного разу срібним призером.

## Клубна кар'єра
Більшу частину кар'єри провів у клубі «Насьйональ». Також грав за команди «Атлетіко Літо» та «Белья Віста». Учасник турне «Насьйоналя» по Європі і Північній Америці.

## Виступи за збірну
1923 року дебютував в офіційних матчах у складі національної збірної Уругваю.

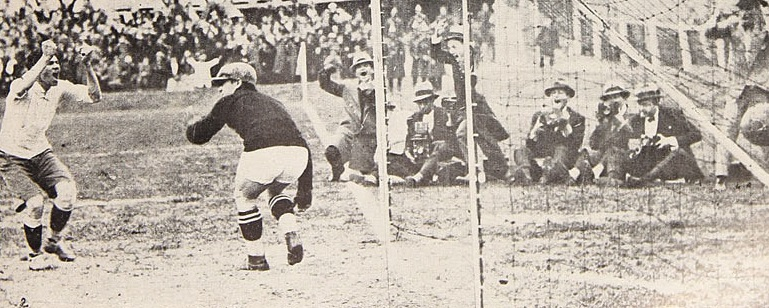
Педро Сеа (ліворуч) забиває перший гол у півфіналі чемпіонату світу 1930 року в ворота збірної Югославії.

У складі збірної був дворазовим переможцем двох домашніх Чемпіонатів Південної Америки (1923 та 1924 року. Крім того Сеа став бронзовим призером чемпіонату 1929 року в Аргентині.
Також у складі збірної був учасником Олімпійських футбольних турнірів на 1924 року у Парижі та 1928 року в Амстердамі, здобувши на кожному з них титул олімпійського чемпіона і забивши протягом двох турнірів 6 голів.
Останнім великим турніром для Сеа став домашній чемпіонат світу 1930 року. На чемпіонаті світу в 1930 році він в 4 матчах забив 5 м'ячів, в тому числі і в фіналі. На той момент Уругвай програвав 1:2 і на 57 хвилині гол Сеа зрівняв рахунок. Згодом Іріарте і Кастро забили ще два м'ячі і Уругвай виграв перший Кубок світу, а Сеа був включений у символічну збірну чемпіонату світу.
Протягом кар'єри у національній команді, яка тривала 10 років, провів у формі головної команди країни 27 матчів, забивши 13 голів.

## Тренерська робота
Після завершення кар'єри футболіста став тренером збірної Уругваю і виграв домашній чемпіонат Південної Америки 1942 року та став срібним призером попереднього чемпіонату в Чилі.
Помер 8 вересня 1970 року на 71-му році життя у місті Монтевідео.

## Титули і досягнення

### Як гравця
- Чемпіон світу (1):

Уругвай: 1930
- Олімпійський чемпіон (2):

Уругвай: 1924, 1928
- Чемпіон Південної Америки (2):

Уругвай: 1923, 1924
- Бронзовий призер Чемпіонату Південної Америки (1):

Уругвай: 1929

### Як тренера
- Володар Кубка Америки (1):

Уругвай: 1942

### Індивідуальні
- 43-тє місце у Списку найкращих футболістів XX сторіччя за версією IFFHS[9]
- Включений у символічну збірну чемпіонату світу: 1930